# Aire urbaine de Luxeuil-les-Bains
L'aire urbaine de Luxeuil-les-Bains est une aire urbaine française centrée sur la ville de Luxeuil-les-Bains.

## Caractéristiques
D'après la définition qu'en donne l'INSEE, l'aire urbaine de Luxeuil-les-Bains est composée de 15 communes, situées dans la Haute-Saône. Ses 16 099 habitants font d'elle la 299e aire urbaine de France.
6 communes de l'aire urbaine sont des pôles urbains.
Le tableau suivant détaille la répartition de l'aire urbaine sur le département (les pourcentages s'entendent en proportion du département) :
| Département | Communes | Communes (%) | Superficie (km²) | Superficie (%) | Population (1999) | Population (%) |
| ----------- | -------- | ------------ | ---------------- | -------------- | ----------------- | -------------- |
| Haute-Saône | 15       | 2,8          | 129,93           | 2,4            | 16 099            | 7,0            |

L'aire urbaine de Luxeuil-les-Bains est rattachée à l'espace urbain Est.

## Communes
Voici la liste des communes françaises de l'aire urbaine de Luxeuil-les-Bains.
| Code INSEE | Commune                 | Type                  | Département | Superficie (km²) | Population (1999) | Densité (hab./km²) |
| ---------- | ----------------------- | --------------------- | ----------- | ---------------- | ----------------- | ------------------ |
| 70001      | Abelcourt               | Commune monopolarisée | Haute-Saône | +0007,46         | +00 000303,       | +00040,62          |
| 70055      | Baudoncourt             | Pôle urbain           | Haute-Saône | +0007,57         | +00 000539,       | +00071,2           |
| 70093      | Breuches                | Pôle urbain           | Haute-Saône | +0009,12         | +00 000751,       | +00082,35          |
| 70098      | Brotte-lès-Luxeuil      | Commune monopolarisée | Haute-Saône | +0006,87         | +00 000212,       | +00030,86          |
| 70128      | La Chapelle-lès-Luxeuil | Pôle urbain           | Haute-Saône | +0007,69         | +00 000431,       | +00056,05          |
| 70213      | Éhuns                   | Commune monopolarisée | Haute-Saône | +0005,53         | +00 000232,       | +00041,95          |
| 70216      | Esboz-Brest             | Commune monopolarisée | Haute-Saône | +0009,69         | +00 000378,       | +00039,01          |
| 70258      | Froideconche            | Pôle urbain           | Haute-Saône | +0016,04         | +0 0001 973,      | +00123,            |
| 70311      | Luxeuil-les-Bains       | Pôle urbain           | Haute-Saône | +0021,81         | +0 0008 414,      | +00385,79          |
| 70470      | Sainte-Marie-en-Chaux   | Commune monopolarisée | Haute-Saône | +0002,43         | +00 000162,       | +00066,67          |
| 70473      | Saint-Sauveur           | Pôle urbain           | Haute-Saône | +0012,02         | +0 0002 037,      | +00169,47          |
| 70475      | Saint-Valbert           | Commune monopolarisée | Haute-Saône | +0003,9          | +00 000195,       | +00050,            |
| 70541      | Velorcey                | Commune monopolarisée | Haute-Saône | +0006,18         | +00 000130,       | +00021,04          |
| 70564      | Villers-lès-Luxeuil     | Commune monopolarisée | Haute-Saône | +0009,1          | +00 000305,       | +00033,52          |
| 70571      | Visoncourt              | Commune monopolarisée | Haute-Saône | +0004,52         | +000 00037,       | +0 0008,19         |
|            | Total                   |                       |             | +0129,93         | +00016 099,       | +00123,91          |